# Nada Matić
Nada Matić (10 de junio de 1984) es una deportista serbia que compitió en tenis de mesa adaptado. Ganó cuatro medallas en los Juegos Paralímpicos de Verano entre los años 2016 y 2024.

## Palmarés internacional
| Juegos Paralímpicos | Juegos Paralímpicos     | Juegos Paralímpicos | Juegos Paralímpicos |
| Año                 | Lugar                   | Medalla             | Prueba              |
| ------------------- | ----------------------- | ------------------- | ------------------- |
| 2016                | Río de Janeiro (Brasil) | Medalla de plata    | Equipo 4-5          |
| 2016                | Río de Janeiro (Brasil) | Medalla de bronce   | Individual 4        |
| 2020                | Tokio (Japón)           | Medalla de bronce   | Equipo 4-5          |
| 2024                | París (Francia)         | Medalla de plata    | Dobles WD10         |